# Nanjota
Nanjota ist ein Verwaltungsbezirk (englisch Ward) des Distrikts Masasi in der tansanischen Region Mtwara.

## Geografie
Nanjota liegt im Südosten von Tansania etwa 20 Kilometer Luftlinie südöstlich der Distrikthauptstadt Masasi. Die Gegend um Nanjota ist eine der heißesten von ganz Tansania. Die Temperaturen liegen das ganze Jahr bei etwa 32 Grad Celsius und es regnet rund 1010 Millimeter im Jahr.
Der Bezirk grenzt im Norden an Mpindimbi, im Osten an Mijelejele, im Süden an Chiungutwa und Mpeta und im Westen an Mumbaka. Bei der Volkszählung 2022 lebten 5151 Menschen in 1554 Haushalten auf einer Fläche von 48 Quadratkilometern.

## Gliederung
Der Bezirk besteht aus drei Gemeinden (Mtaa) mit 18 Orten (Kitongoji):
| Nanjota A - Msangamkuu A - Msangamkuu B - Ofisini - Baharini - Mnazimmoja A - Mnazimmoja B - Muhimbili - Ghana | Nairombo - Miembeni - Msikitini - Shuleni - Mangaka - Ofisini | Milunda - Ghalani - Misufini - Milundachini - Mbuyuni - Miemben |

## Infrastruktur
- Bildung: Die Nanjota Secondary School ist eine staatliche weiterführende Schule, die Tagesschüler bis zur 4. Stufe ausbildet.[9]
- Wasser: Die gemeinnützige Organisation Water Charity installierte Wassertanks, um das Wasser in der Regenzeit zu speichern und Familien und die Grundschule in Nanjota in der Trockenzeit mit Wasser zu versorgen.[10][11]